# 擬油蘚
擬油蘚（学名：Hookeriopsis utacamundiana）为刺果蘚科擬油蘚屬下的一个种。